# Petersberg (Assia)
Petersberg è un comune tedesco di 16 410 abitanti,, situato nel land dell'Assia.